# Winton, Queensland
Winton är en ort i Australien. Den ligger i regionen Winton och delstaten Queensland, omkring 1 200 kilometer nordväst om delstatshuvudstaden Brisbane. Antalet invånare är 954.
Trakten runt Winton är nära nog obefolkad, med mindre än två invånare per kvadratkilometer..
Omgivningarna runt Winton är i huvudsak ett öppet busklandskap. Genomsnittlig årsnederbörd är 373 millimeter. Den regnigaste månaden är februari, med i genomsnitt 122 mm nederbörd, och den torraste är augusti, med 5 mm nederbörd.